# Budkî, Nemîriv
Budkî (în ucraineană Будки) este un sat în comuna Krîkivți din raionul Nemîriv, regiunea Vinnița, Ucraina.

## Demografie
Componența lingvistică a localității Budkî
     Ucraineană (98,9%)
     Rusă (1,1%)
Conform recensământului din 2001, majoritatea populației localității Budkî era vorbitoare de ucraineană (98,9%), existând în minoritate și vorbitori de rusă (1,1%).